# Wereldkampioenschappen baanwielrennen 1984
De wereldkampioenschappen baanwielrennen 1984 vonden plaats van 28 tot en met 31 augustus in het Spaanse Barcelona. In verband met de Olympische Zomerspelen van hetzelfde jaar waren er maar negen onderdelen opgenomen op de kalender van de WK. Voor de mannen profs en de vrouwen waren geen onderdelen geschrapt, wel voor de mannen amateurs. Alle individuele onderdelen en de ploegenachtervolging waren voor amateurs afwezig deze jaargang. Door deze aanpassingen waren er twee onderdelen voor vrouwen, beide gewonnen door een Amerikaanse, en zeven onderdelen voor mannen. Het medailleklassement werd gewonnen door de Zwitsers met vier medailles in totaal. De Noord-Koreaanse Zhou Suying won een bronzen medaille bij de sprint voor vrouwen, dit was de eerste en tevens laatste medaille voor het Oost-Aziatische land.

## Uitslagen

### Mannen profs
| Onderdeel     | Goud                                                   | Zilver                                  | Brons                                |
| ------------- | ------------------------------------------------------ | --------------------------------------- | ------------------------------------ |
| Achtervolging | Hans-Henrik Ørsted                                     | Anthony Doyle                           | Jean-Luc Vandenbroucke               |
| Keirin        | Robert Dill-Bundi                                      | Ottavio Dazzan                          | Urs Freuler                          |
| Puntenkoers   | Urs Freuler                                            | Gary Sutton                             | Henry Rinklin                        |
| Sprint        | Koichi Nakano                                          | Ottavio Dazzan                          | Yavé Cahard                          |
| Stayeren      | Bondsrepubliek Duitsland Horst Schütz Christian Dippel | Zwitserland Max Hürzeler Ueli Luginbühl | België Constant Tourné Jos De Bakker |

### Mannen amateurs
| Onderdeel | Goud                                                    | Zilver                                  | Brons                                                     |
| --------- | ------------------------------------------------------- | --------------------------------------- | --------------------------------------------------------- |
| Stayeren  | Nederland Jan de Nijs Bruno Walrave                     | Italië Roberto Dotti Domenico De Lillo  | Bondsrepubliek Duitsland Ralf Stambula Ehrenfried Rudolph |
| Tandem    | Bondsrepubliek Duitsland Hans-Jürgen Greil Franck Weber | Frankrijk Franck Depine Philippe Vernet | Italië Vincenzo Cecci Gabriele Sella                      |

### Vrouwen
| Onderdeel     | Goud              | Zilver        | Brons             |
| ------------- | ----------------- | ------------- | ----------------- |
| Achtervolging | Rebecca Twigg     | Jeannie Longo | Rossella Galbiati |
| Sprint        | Connie Paraskevin | Erika Salumäe | Zhou Suying       |

## Medaillespiegel
| Plaats | Land                     | Goud | Zilver | Brons | Totaal |
| 1      | Zwitserland              | 2    | 1      | 1     | 4      |
| 2      | Bondsrepubliek Duitsland | 2    | 0      | 2     | 4      |
| 3      | Verenigde Staten         | 2    | 0      | 0     | 2      |
| 4      | Japan                    | 1    | 0      | 0     | 1      |
| 4      | Denemarken               | 1    | 0      | 0     | 1      |
| 4      | Nederland                | 1    | 0      | 0     | 1      |
| 7      | Italië                   | 0    | 3      | 2     | 5      |
| 8      | Frankrijk                | 0    | 2      | 1     | 3      |
| 9      | Australië                | 0    | 1      | 0     | 1      |
| 9      | Verenigd Koninkrijk      | 0    | 1      | 0     | 1      |
| 9      | Sovjet-Unie              | 0    | 1      | 0     | 1      |
| 12     | België                   | 0    | 0      | 2     | 2      |
| 13     | Noord-Korea              | 0    | 0      | 1     | 1      |
| Totaal | Totaal                   | 9    | 9      | 9     | 27     |